# São Martinho das Amoreiras
São Martinho das Amoreiras is een plaats (freguesia) in de Portugese gemeente Odemira en telt 1199 inwoners (2001).